# Daryl Dike
Daryl Dike (Edmond, 3 giugno 2000) è un calciatore statunitense, attaccante del West Bromwich.

## Biografia
Ha origini nigeriane. Ha un fratello maggiore, Bright, ex calciatore professionista che ha indossato la maglia della Nigeria. La sorella Courtney nel 2015 ha preso parte ai Mondiali femminili con la rappresentativa nigeriana. È cugino di Emmanuel Emenike.

## Caratteristiche tecniche
Dike è un centravanti possente fisicamente - pesa circa 100 kg - ed efficace nel gioco aereo, che predilige difendere la sfera con il fisico in modo da favorire gli inserimenti dei compagni.

## Carriera

### Club

#### Gli inizi
Dopo avere giocato all'università per i Virginia Cavaliers, Daryl Dike esordisce in MLS il 26 luglio 2020 con l'Orlando City, nel match valido per l'MLS is Back Tournament, giocato contro il CF Montréal. Il 23 agosto seguente gioca la prima partita da titolare realizzando anche la prima rete da professionista contro l'Inter Miami. Quattro giorni dopo realizza la prima doppietta personale ai danni del Nashville, contribuendo alla vittoria finale della propria squadra per 3-2.

#### Barnsley e Orlando City
Il 1º febbraio 2021 viene ceduto in prestito al Barnsley. Al Barnsley si rivela importante segnando 9 reti e contribuendo così a far arrivare la squadra ai play-off. Nei play-off la squadra viene eliminata al primo turno dallo Swansea City.
A fine prestito fa ritorno ad Orlando, militandovi fino al termine della stagione.

#### West Bromwich
Il 1º gennaio 2022, viene ceduto a titolo definitivo al West Bromwich.

### Nazionale
Esordisce in nazionale il 1º febbraio 2021 contro il Trinidad e Tobago in amichevole, subentrando al 65' al posto di Paul Arriola. Il 9 giugno seguente realizza la sua prima rete con la selezione stelle e strisce nell'amichevole vinta 4-0 contro la Costa Rica. Viene convocato per la Gold Cup 2021, in cui segna una doppietta nella vittoria per 6-1 contro Martinica nella fase a gironi.

## Statistiche

### Presenze e reti nei club
Statistiche aggiornate al 10 febbraio 2024.
| Stagione             | Squadra              | Campionato           | Campionato | Campionato | Coppe nazionali | Coppe nazionali | Coppe nazionali | Coppe continentali | Coppe continentali | Coppe continentali | Altre coppe | Altre coppe | Altre coppe | Totale | Totale |
| Stagione             | Squadra              | Comp                 | Pres       | Reti       | Comp            | Pres            | Reti            | Comp               | Pres               | Reti               | Comp        | Pres        | Reti        | Pres   | Reti   |
| -------------------- | -------------------- | -------------------- | ---------- | ---------- | --------------- | --------------- | --------------- | ------------------ | ------------------ | ------------------ | ----------- | ----------- | ----------- | ------ | ------ |
| 2020                 | Orlando City         | MLS                  | 17+2       | 8          | -               | -               | -               | -                  | -                  | -                  | MLS-BT      | 3           | 0           | 22     | 8      |
| feb.-giu. 2021       | Barnsley             | FLC                  | 19+2       | 9          | FACup+CdL       | 1+0             | 0+0             | -                  | -                  | -                  | -           | -           | -           | 22     | 9      |
| giu.-dic. 2021       | Orlando City         | MLS                  | 18+1       | 10+1       | -               | -               | -               | -                  | -                  | -                  | -           | -           | -           | 19     | 11     |
| Totale Orlando City  | Totale Orlando City  | Totale Orlando City  | 35+3       | 18+1       |                 | 0               | 0               |                    | -                  | -                  |             | 3           | 0           | 41     | 19     |
| gen.-giu. 2022       | West Bromwich        | FLC                  | 2          | 0          | FACup+CdL       | -               | -               | -                  | -                  | -                  | -           | -           | -           | 2      | 0      |
| 2022-2023            | West Bromwich        | FLC                  | 23         | 7          | FACup+CdL       | 2+0             | 0+0             | -                  | -                  | -                  | -           | -           | -           | 25     | 7      |
| 2023-2024            | West Bromwich        | FLC                  | 4          | 0          | FACup+CdL       | 1+0             | 1+0             | -                  | -                  | -                  | -           | -           | -           | 5      | 1      |
| 2024-2025            | West Bromwich        | FLC                  | -          | -          | FACup+CdL       | -               | -               | -                  | -                  | -                  | -           | -           | -           | -      | -      |
| Totale West Bromwich | Totale West Bromwich | Totale West Bromwich | 29         | 7          |                 | 3               | 1               |                    | -                  | -                  |             | -           | -           | 32     | 8      |
| Totale carriera      | Totale carriera      | Totale carriera      | 83+5       | 34+1       |                 | 4               | 1               |                    | -                  | -                  |             | 3           | 0           | 95     | 36     |

### Cronologia presenze e reti in Nazionale
| Cronologia completa delle presenze e delle reti in nazionale ― Stati Uniti | Cronologia completa delle presenze e delle reti in nazionale ― Stati Uniti | Cronologia completa delle presenze e delle reti in nazionale ― Stati Uniti | Cronologia completa delle presenze e delle reti in nazionale ― Stati Uniti | Cronologia completa delle presenze e delle reti in nazionale ― Stati Uniti | Cronologia completa delle presenze e delle reti in nazionale ― Stati Uniti | Cronologia completa delle presenze e delle reti in nazionale ― Stati Uniti | Cronologia completa delle presenze e delle reti in nazionale ― Stati Uniti |
| Data                                                                       | Città                                                                      | In casa                                                                    | Risultato                                                                  | Ospiti                                                                     | Competizione                                                               | Reti                                                                       | Note                                                                       |
| -------------------------------------------------------------------------- | -------------------------------------------------------------------------- | -------------------------------------------------------------------------- | -------------------------------------------------------------------------- | -------------------------------------------------------------------------- | -------------------------------------------------------------------------- | -------------------------------------------------------------------------- | -------------------------------------------------------------------------- |
| 1-2-2021                                                                   | Orlando                                                                    | Stati Uniti                                                                | 7 – 0                                                                      | Trinidad e Tobago                                                          | Amichevole                                                                 | -                                                                          | 65’                                                                        |
| 28-3-2021                                                                  | Belfast                                                                    | Irlanda del Nord                                                           | 1 – 2                                                                      | Stati Uniti                                                                | Amichevole                                                                 | -                                                                          | 46’                                                                        |
| 9-6-2021                                                                   | Sandy                                                                      | Stati Uniti                                                                | 4 – 0                                                                      | Costa Rica                                                                 | Amichevole                                                                 | 1                                                                          | 75’                                                                        |
| 12-7-2021                                                                  | Kansas City                                                                | Stati Uniti                                                                | 1 – 0                                                                      | Haiti                                                                      | Gold Cup 2021 - 1º turno                                                   | -                                                                          | 62’                                                                        |
| 15-7-2021                                                                  | Kansas City                                                                | Martinica                                                                  | 1 – 6                                                                      | Stati Uniti                                                                | Gold Cup 2021 - 1º turno                                                   | 2                                                                          | 68’                                                                        |
| 18-7-2021                                                                  | Kansas City                                                                | Stati Uniti                                                                | 1 – 0                                                                      | Canada                                                                     | Gold Cup 2021 - 1º turno                                                   | -                                                                          |                                                                            |
| 25-7-2021                                                                  | Arlington                                                                  | Stati Uniti                                                                | 1 – 0                                                                      | Giamaica                                                                   | Gold Cup 2021 - Quarti di finale                                           | -                                                                          | 63’                                                                        |
| 29-7-2021                                                                  | Austin                                                                     | Qatar                                                                      | 0 – 1                                                                      | Stati Uniti                                                                | Gold Cup 2021 - Semifinale                                                 | -                                                                          | 63’                                                                        |
| 24-3-2023                                                                  | Saint George's                                                             | Grenada                                                                    | 1 – 7                                                                      | Stati Uniti                                                                | CONCACAF Nations League 2022-2023 - 1º turno                               | -                                                                          | 57’                                                                        |
| 27-3-2023                                                                  | Orlando                                                                    | Stati Uniti                                                                | 1 – 0                                                                      | El Salvador                                                                | CONCACAF Nations League 2022-2023 - 1º turno                               | -                                                                          | 60’                                                                        |
| Totale                                                                     |                                                                            | Presenze                                                                   | 10                                                                         |                                                                            | Reti                                                                       | 3                                                                          |                                                                            |

## Palmarès

### Nazionale
- Gold Cup: 1

Stati Uniti 2021